# ブルース・アライヴ
『ブルース・アライヴ』（Blues Alive）は、北アイルランドのギタリスト、ゲイリー・ムーアが1993年に発表したライブ・アルバム。

## 背景
アルバム『アフター・アワーズ』（1992年）のリリースに伴うツアーからのライブ音源が収録されており、大部分の曲は『スティル・ゴット・ザ・ブルーズ』（1990年）および『アフター・アワーズ』からの曲だが、「パリの散歩道」はムーアが1978年に発表したオリジナル曲である。また、「ザ・スカイ・イズ・クライング」と「ファーザー・オン・アップ・ザ・ロード」のスタジオ・ヴァージョンは、1990年にCDシングル「Still Got the Blues (For You)」のカップリング曲として発表された。
「トゥー・タイアード」にはアルバート・コリンズがゲスト参加しており、コリンズはムーアのアルバム『スティル・ゴット・ザ・ブルーズ』でも同曲をムーアと共演している。

## 反響
全英アルバムチャートでは5週トップ100入りして最高8位を記録し、自身3作目の全英トップ10アルバムとなった。また、本作からシングル・カットされた「パリの散歩道」は、全英シングルチャートで32位、フランスのシングル・チャートでは9位を記録した。

## 収録曲
特記なき楽曲はゲイリー・ムーア作。
1. コールド・デイ・イン・ヘル - "Cold Day in Hell" – 5:35
2. ウォーキング・バイ・マイセルフ - "Walking By Myself" (Jimmy Rogers) – 5:00
3. ストーリー・オブ・ザ・ブルース - "Story of the Blues" – 7:32
4. オー・プリティ・ウーマン - "Oh, Pretty Woman" (A.C. Williams) – 4:26
5. セパレート・ウェイズ - "Separate Ways" – 5:48
6. トゥー・タイアード - "Too Tired" (Maxwell Davis, Johnny "Guitar" Watson, Saul Bihari) – 4:34
7. スティル・ゴット・ザ・ブルース - "Still Got the Blues" – 6:44
8. シンス・アイ・メット・ユー・ベイビー - "Since I Met You Baby" – 3:02
9. ザ・スカイ・イズ・クライング - "The Sky Is Crying" (Elmore James, Clarence Lewis, Morgan Robinson) – 8:50
10. ファーザー・オン・アップ・ザ・ロード - "Further on Up the Road" (Joe Medwick, Don Robey) – 5:34
11. キング・オブ・ザ・ブルース - "King of the Blues" – 6:13
12. パリの散歩道 - "Parisienne Walkways" (Gary Moore, Phil Lynott) – 7:03
13. ジャンピン・アット・シャドウズ - "Jumpin' at Shadows" (Duster Bennett) – 5:52

### 日本初回盤CD (VJCP-28164)ボーナス・ディスク
1. ストップ・メッシン・アラウンド - "Stop Messin' Around" (Peter Green) – 4:43
2. ユー・ドント・ラヴ・ミー - "You Don't Love Me" (Willie Cobbs) – 4:12
3. シンス・アイ・メット・ユー・ベイビー - "Since I Met You Baby" – 4:36
4. キー・トゥ・ラヴ - "Key to Love" (John Mayall) – 2:20

## 参加ミュージシャン
- ゲイリー・ムーア - ボーカル、ギター
- アルバート・コリンズ - ボーカル、ギター(on #6)
- トミー・アイアー - キーボード
- アンディ・パイル（英語版） - ベース
- グラハム・ウォーカー - ドラムス
- マーティン・ドローヴァー - トランペット
- フランク・ミード - アルト・サクソフォーン、ハーモニカ
- ニック・ペンタロウ - テナー・サクソフォーン
- ニック・ペイン - バリトン・サクソフォーン
- キャンディ・マッケンジー、キャロル・トンプソン - バッキング・ボーカル
- ジュリエット・ロバーツ - バッキング・ボーカル(on #1)